# Тихоновка (Татарстан)
Тихоновка — село в Альметьевском районе Татарстана. Входит в состав городского поселения посёлок Нижняя Мактама.

## География
Расположено на левом берегу реки Степной Зай между восточной окраиной Альметьевска и посёлком городского типа Нижняя Мактама. Связано троллейбуйсной линией с обоими населёнными пунктами.

## История
Основано в 1780—1790-х годах Асхабом Валиахметовым. В 1869 году была построена Михайло-Архангельская церковь (закрыта в 1939 году и позднее разобрана), в 2001 году вновь построена под старым названием. В советское время работали колхозы «Красный пахарь», им. Маленкова, им. Сталина, «Маяк», «Урняк» и совхоз «Нефтяник».

## Население
| 2011 | 2014  | 2016  | 2017  |
| ---- | ----- | ----- | ----- |
| 1660 | ↘1644 | ↘1610 | ↘1605 |

Постоянных жителей было: в 1795 году — 109 мужчин, в 1831—314, в 1881—597, в 1916—926, в 1923—711, в 1930—714, в 1948—607, в 1958—722, в 2002 −1607).